# 卡布蘭式水輪機

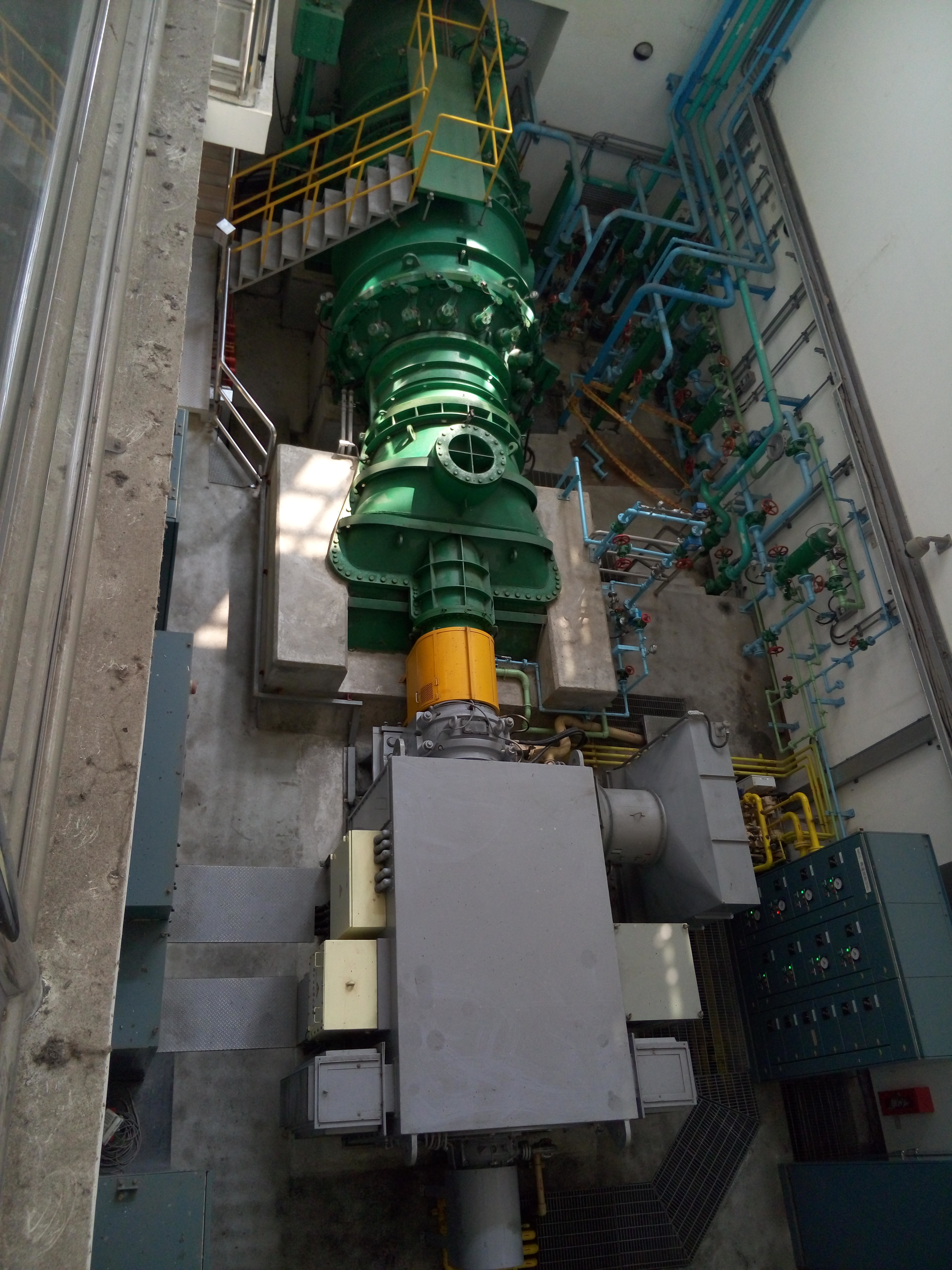
臺灣電力公司設於高屏發電廠竹門機組中的橫軸卡布蘭式水輪機，圖中綠色部分即為水輪機之外觀，灰色部分即為發電機

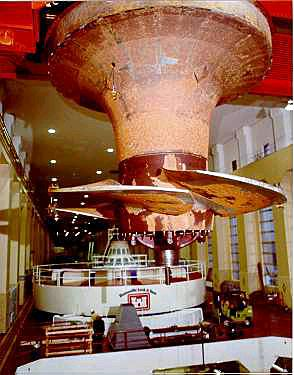
已運轉長達61年的美國華盛頓州發電廠卡布蘭式水輪機

卡布蘭式水輪機（英文：Kaplan turbine）為一種轉槳式型態的水輪機，其具有可變型態的扇葉。它是由奧地利教授維克托·卡普蘭於1913年所開發，他將可自動調整的螺旋槳葉片以及可自動調整的導葉組合以實現在大落差流量以及大水頭高度差距上的高產能效益。
卡布蘭式水輪機其最早為法蘭西斯式水輪機演變而來的。他的發明應用在極低水頭高度的水力發電廠中可以有效率的產生電力，然而極低水頭高度對於法蘭西斯式水輪機來說是無法實現的。其設計水頭高度範圍為10-70米，輸出可從5至200兆瓦。動輪直徑為2和11米之間。轉速範圍從79至429轉。卡布蘭式水輪機與其搭配的發電機，其最高產電效率的理論水頭高度為34.65公尺，是在2013年委內瑞拉的塔科馬發電廠中十部流道直徑4.8米的卡布蘭式水輪機，其機組發電量為235MW。

卡布蘭式水輪機當今已被廣泛使用於高流量，低水頭的水力發電廠中。

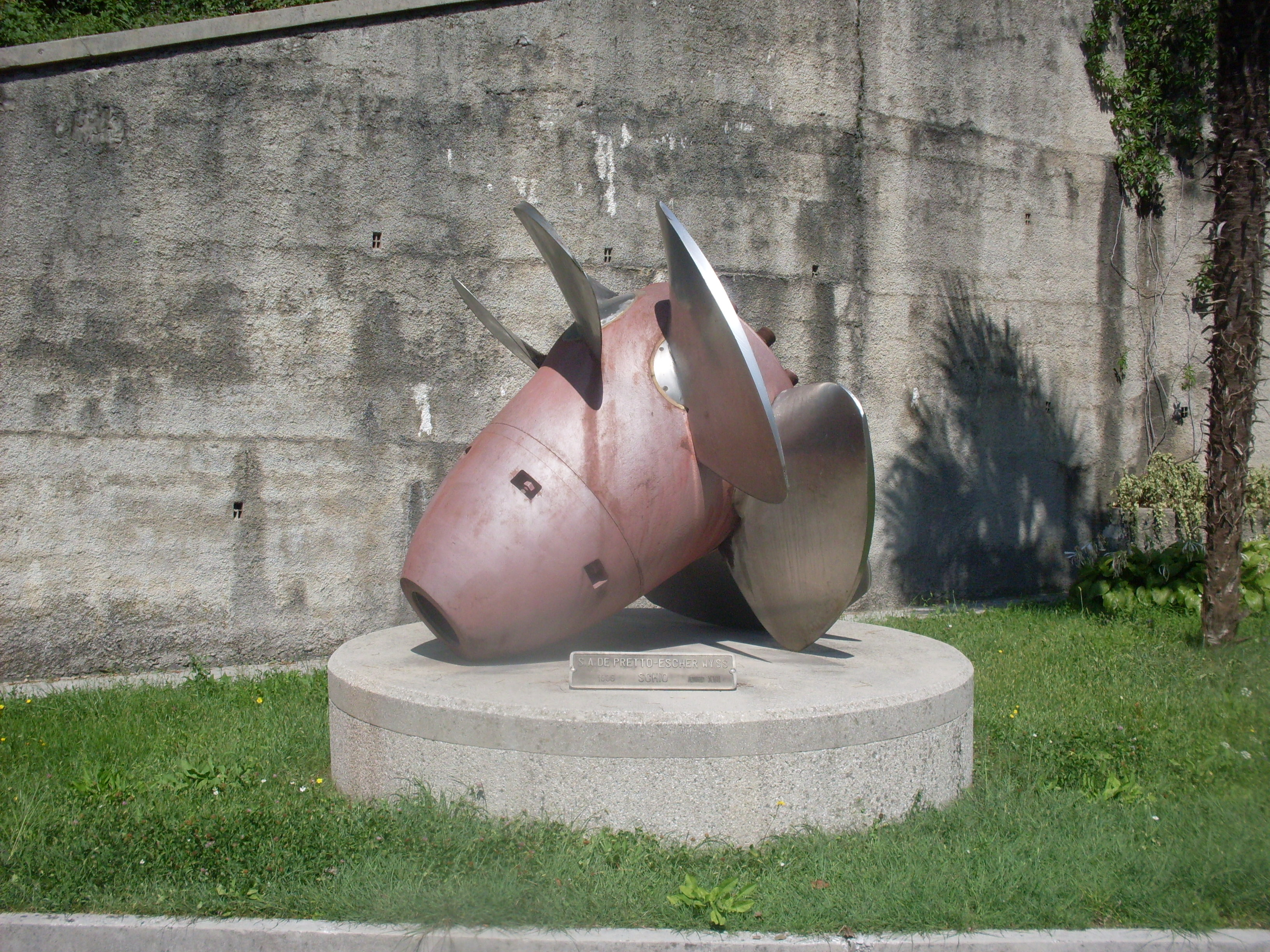
在此布卡布蘭式水輪機之中，其基座上的扇葉是裸露在外的，這樣的作法能夠使得水輪機轉動時，扇葉的角度可被改變。其中輪轂內包含了液壓缸以用於調整扇葉角度。

## 開發歷程
維克托·卡普蘭居住在捷克共和國布爾諾，1912年，他凭借可調槳式水輪機獲得了第一個個人專利。然而其專利在商業上的成功卻在整整10年后。在此10年間，卡普蘭致力於解決氣穴現象的問題，然而最終在1922年，因個人健康因素而放棄了自己的研究。
1919年，卡普蘭在捷克斯洛伐克波傑布拉迪安裝了一座示範機組。1922年，福伊特推出了一組1100馬力（約800千瓦）的卡布蘭式水輪機，其主要設計於一般河川使用。1924年，一組8MW的機組成功在瑞典小埃德市運轉。這意味著，卡布蘭式水輪機終究在商業上取得了成功，以及市面上廣泛的接受。

## 運作原理

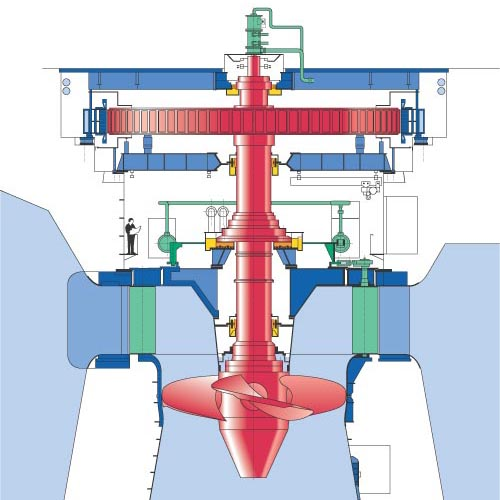
豎軸卡布蘭式水輪機（源自福伊特-西門子）

卡布蘭式水輪機為內流反擊式水輪機的一種，這意味著，工作流體流入水輪機後，流體壓力因而改變，也使得能量的損失。能量便從水頭與水流的動能兩者上取得。此種水輪機設計結合了徑向和軸向水輪機的功能。
流體入口處為渦旋形管路，並環繞在水輪機導葉上。流體流入水輪機後會以切線方向流到導葉和螺線上，並經過螺旋槳類型的動輪上，來讓其旋轉。
流體出口是一條特殊形狀的導流管，有助於減緩流體的流速和回收動能。
卡布蘭式水輪機的設置地點不需要是在水流的最低點，只需要其引流管要保持滿水狀態即可設置。，然而，較高的安裝地點將可能導致水輪機扇葉被尾水管吸入的狀況產生，並且其所產生的壓降可能會引發氣穴現象。
可變動的邊門以及水輪機扇葉讓水輪機操作者能夠針對各種水流條件進行各種不同有效的控制。卡布蘭式水輪機通常狀況下，它的運轉效率都能夠超過90％，但可能僅應用在非常低的水頭高度上。
目前的研究領域包括計算流體力學（CFD）驅動效率的改進與新的設計，以及提高當魚通過水輪機時的存活率。
因為，早先卡普蘭在設計卡布蘭式水輪機時，它的螺旋槳扇葉旋轉須倚靠軸承上的高壓液壓油來保持順暢，並且，高壓液壓油須保持在極度密封狀態下，以防止隨運轉後的尾水流入河中，如此的狀況是不希望發生的，因為不僅會造成資源浪費，也會造成嚴重的環境汙染。

## 實際應用

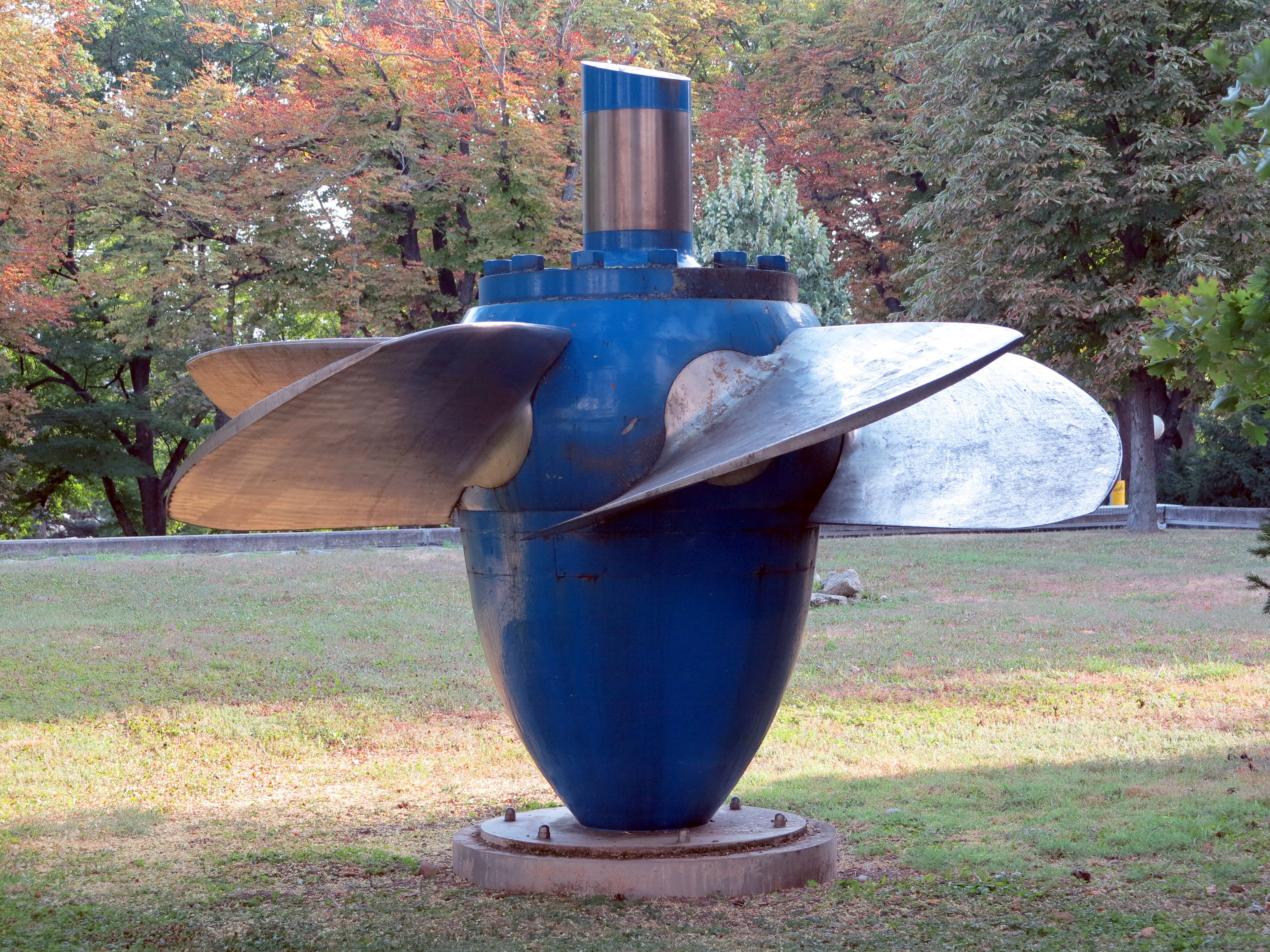
位在維也納科技博物館展示的維克托·卡布蘭水輪機

卡布蘭式水輪機在全球被廣泛用於電力生產。它涵蓋於各大極低頭高度的水力發電站點，尤其，卡布蘭式特別適合安裝於上述條件之中高流量水流條件的水力發電廠。
以卡布蘭式水輪機為原型所製造出來的廉價微型水輪機是專門針對個別的發電地點所製造的，這類微型水輪機設計可用於最低只需要0.3公尺的水頭高度，其不注重於是否有無高度效益，只需要通水量充足便能運轉。
大型的卡布蘭式水輪機，通常都是針對其每個即將安裝的站點進行設計的，以盡可能的發揮其安裝站點的水力潛能，並且，通常卡布蘭式水輪機安裝後都能夠發揮超過90％安裝站點的水力潛能。而這類專門設計的卡布蘭式水輪機，通常在設計，製造和安裝方面都是造價非常高昂的，但其運轉年限能有十年之久。
目前已發現有新的水力潛能是近海的海浪拍打時所製造的能量，請參閱波龍

## 衍生型態
卡布蘭式水輪機是當今全球最廣泛使用的轉槳式水輪機，也因而衍生出許多其他型態：
- 螺旋槳水輪機：其節螺旋槳扇葉為不可調節式。它被用於流量/功率不大的站點。其中，以商業利用來說，螺旋槳水輪機現在已有水頭高度只需要幾英尺，便能生產幾百瓦的電力的實際案例存在。而更大型的螺旋槳水輪機則電力的生產效率更能夠超過100兆瓦。在加拿大魁北克北部的拉格蘭德-1發電廠，場內所安裝的12部螺旋槳水輪機能夠生產出高達1368兆瓦的電力。[4]
- 球燈泡式或是貫流式水輪機：設計為入水的導流管。大型的燈泡球體將發電機，導葉和動輪集中在管線中。管式渦輪機為完全軸向的設計，而卡布蘭式水輪機則是徑向導葉的設計。
- 燈管式渦輪機：為球燈泡式水輪機與傳動箱的結合類型，它允許更小的發電機以及更小的球燈泡式水輪機。
- 貫流式水輪機：為一種與發電機互用軸承協作發電的一種水輪機，該種水輪機安裝於河道外，並連結著動輪的外週。
- S-水輪機：由於發電機安裝於水道外，因此不再需要球燈泡狀護罩，這是透過水流緩慢的流動來運轉以及軸承連結發電機以及動輪來聯動。
- VLH水輪機：適用於開放式水域，它是一種非常低水頭的“卡布蘭式”水輪機，能針對裝設站點的水流量傾斜成一個角度。它整體的直徑相當大，大於3.55米。它使用於流速處於極低速狀態的環境，並且水輪機是直接與轉軸式永磁發電機連結，而發電機上配備有電子功率調節功能，該類型水輪機對於水中的魚是非常友善的（<5％的死亡率）。[5]
- 泰森式水輪機：一種固定在河床中或是連結到船或駁船下的螺旋槳水輪機設計，並且，它適合永久固定在快速流動的河水中製造電力。

## 資料來源
1. ↑   (PDF). IMPSA (报告).   [2015-10-14]. （原始内容存档 (PDF)于2016-03-04）.
2. ↑  Grant Ingram.  (PDF). 30 January 2007  [2015-10-14]. （原始内容存档 (PDF)于2012-09-13）.
3. ↑  . Aurora Power & Design.   [2015-09-15]. （原始内容存档于2019-11-15）.
4. ↑  Société d'énergie de la Baie James. . Montreal: Société d'énergie de la Baie James. 1996: 397. ISBN 2-921077-27-2 （法语）.
5. ↑  .   [2020-10-03]. （原始内容存档于2013-07-18）.

## 外部連結
- National Historic Mechanical Engineering Landmark Kaplan Turbine，於2010年6月24日檢索
- Bently Nevada Application Note on Hydro turbine vibration （页面存档备份，存于），於2014年8月24日檢索